# ФК Гранит (Микашевичи)
„Гранит“ е футболен клуб от град Микашевичи, Беларус.

## Имена на клуба
- „Гранит“ (1978—2005)
- „Микашевичи“ (2006)
- „Гранит-Микашевичи“ (2007—2008)
- „Гранит“ (от 2009 година)